# Afrosphinx amabilis
Afrosphinx là một chi bướm đêm thuộc họ Sphingidae, gồm một loài Afrosphinx amabilis, được tìm thấy ở Zambia và Cộng hòa Dân chủ Congo. The habitat consists của Brachystegia woodland.
Chiều dài cánh trước là 30–32 mm. Đầu, mình và cánh trước con đực màu từ đỏ đến nâu cam.